# 俊靡县
俊靡县，古县名。
西汉置，治今河北省兴隆县东南，属右北平郡。刘秀其麾下贾复率军进攻尤来部队时，追击到长城以北此处。北魏废除。 